# Rudolf Wessely
Rudolf Wessely (19 de enero de 1925 – 25 de abril de 2016) fue un actor y director austriaco.

## Biografía
Nacido en Viena, Austria, tras graduarse al finalizar los estudios de secundaria (Abitur) y hacer el servicio militar en 1945/46, estudió actuación en el Seminario Max Reinhardt de Viena. Recibió sus primeros compromisos teatrales en 1946, actuando hasta 1948 en el Künstlertheater de su ciudad natal (también trabajó como dramaturgo), ocupándose desde 1948 hasta 1950 en el Teatro Die Insel de Viena. Entre 1950 y 1958 fue actor y director en el Deutsches Theater de Berlín, así como profesor en la Academia de Artes Dramáticas Ernst Busch.
Entre 1959 y 1960 trabajó en el Schauspielhaus de Düsseldorf, de 1960 a 1962 en el Städtische Bühnen de Wuppertal, entre 1962 y 1965 fue director del Atelier-Theater de Berna, desde 1965 a 1967 actuó en el Bayerisches Staatsschauspiel, entre 1967 y 1970 fue director del Düsseldorfer Kammerspiele, y en 1970/71 colaboró con el Schauspielhaus Zürich.
También actuó entre 1972 y 1987 en el Burgtheater de Viena, teatro en el cual también tuvo funciones de dirección. Fue uno de los actores de mayor renombre de  dicho teatro, pero también tuvo actuaciones especiales entre 1976 y 1987 en el Teatro de Cámara de Múnich. Fue miembro de la compañía de ese último teatro desde 1987 hasta 2001, trabajando bajo la dirección artística de Dieter Dorn, trasladándose en 2001 al Bayerisches Staatsschauspiel, donde permaneció hasta el verano de 2011.
En 1997 fue el primer intérprete en ser homenajeado con el premio al actor del año por la ORF, y desde 2000 fue nombrado miembro de la Academia de Bellas Artes de Baviera.
Rudolf Wessely falleció en Múnich en el año 2016.

## Filmografía (selección)
- 1959 : Spuk in Villa Sonnenschein (telefilm)
- 1966 : Wo wir fröhlich gewesen sind (telefilm)
- 1968 : Chronik der Familie Nägele (serie TV)
- 1968 : Tragödie auf der Jagd (telefilm)
- 1969 : Kaddisch nach einem Lebenden (telefilm)
- 1970 : Unter Kuratel (telefilm)
- 1971 : Blaue Blüten (telefilm)
- 1971 : Recht oder Unrecht (serie TV, dos episodios)
- 1975 : Der starke Ferdinand
- 1976 : Jakob der Letzte (telefilm)
- 1976 : Lieb Vaterland magst ruhig sein
- 1976 : Weder Tag noch Stunde (telefilm)
- 1978 : Der Anwalt (serie TV, un episodio)
- 1978 : Der Schneider von Ulm
- 1978–1993 : Derrick (serie TV, nueve episodios)
- 1978 : Das Ding (miniserie TV)
- 1979 : Wunder einer Nacht (telefilm)
- 1980–2010 : Der Alte (serie TV, seis episodios)
- 1981 : Der Schüler Gerber (telefilm)
- 1983 : Monaco Franze (serie TV, un episodio)
- 1986 : Kir Royal (serie TV, tres episodios)
- 1987 : Wahnfried
- 1990 : Café Europa
- 1992 : Klinik des Grauens (corto)
- 1992 : Der Bergdoktor (serie TV, un episodio)
- 1992 : Der Nachbar
- 1995 : Das Schwein – Eine deutsche Karriere (miniserie TV)
- 1996 : Der Bulle von Tölz (serie TV), episodio Tod am Altar
- 1996 : Kommissar Rex (serie TV, un episodio)
- 1996 : Stockinger (serie TV, un episodio)
- 1997 : Der Unfisch
- 1997 : Das Urteil (telefilm)
- 1997 : Comedian Harmonists
- 1998 : Evelyn Hamanns Geschichten aus dem Leben (serie TV, un episodio)
- 1998 : Opernball (telefilm)
- 1998 : Aus heiterem Himmel (serie TV, dos episodios)
- 1998 : Die Neue – Eine Frau mit Kaliber (serie TV), episodio Jagdfieber
- 1999 : Wer liebt, dem wachsen Flügel
- 1999 : Klemperer – Ein Leben in Deutschland (serie TV, un episodio)
- 1999 : Der Bulle von Tölz (serie TV), episodio Tod eines Priesters
- 2000 : Tatort (serie TV), episodio Passion
- 2000 : Deutschlandspiel (telefilm)
- 2000 : Gripsholm
- 2001 : Zwei Brüder (serie TV, un episodio)
- 2001 : Die Manns – Ein Jahrhundertroman (miniserie TV)
- 2003 : Tatort (serie TV), episodio Schöner sterben
- 2003 : Donna Leon (serie TV), episodio Venezianisches Finale
- 2004 : Tatort (serie TV), episodio Hundeleben
- 2005 : Emilia – Die zweite Chance (telefilm)
- 2005 : Emilia – Familienbande (telefilm)
- 2007 : Vier Frauen und ein Todesfall (serie TV, un episodio)
- 2007 : Siska (serie TV, un episodio)
- 2008 : Schokolade für den Chef (telefilm)
- 2010 : Klimawechsel (serie TV, dos episodios)
- 2010 : Lüg weiter, Liebling (telefilm)

## Teatro

### Actor
- 1950 : Nikolái Gógol: El inspector general, dirección de Wolfgang Langhoff (Deutsches Theater Berlin)
- 1951 : Johann Wolfgang von Goethe: Egmont, dirección de Wolfgang Langhoff (Deutsches Theater Berlin)
- 1951 : William Shakespeare: Noche de reyes, dirección de Wolfgang Heinz (Deutsches Theater Berlin y Kammerspiele)
- 1953 : Heinar Kipphardt: Shakespeare dringend gesucht, dirección de Herwart Grosse  (Deutsches Theater Berlin y Kammerspiele)
- 1953 : Julius Hay: Der Putenhirt, dirección de Fritz Wendel (Deutsches Theater Berlin y Kammerspiele)
- 1954 : George Bernard Shaw: Androklus und der Löwe, dirección de Heinar Kipphardt (Deutsches Theater Berlin)
- 1956 : Peter Hacks: Eröffnung des indischen Zeitalters, dirección de Ernst Kahler (Deutsches Theater Berlin)
- 1957 : Mary Chase: Harvey, dirección de Wolfgang Thal (Deutsches Theater Berlin)
- 1965 : Gotthold Ephraim Lessing: Nathan el Sabio, dirección de Helmut Henrichs (Bayerisches Staatsschauspiel y Teatro de Cuvilliés de Múnich)
- 1967 : Paul Claudel: Der seidene Schuh, dirección de Hans Lietzau (Bayerisches Staatsschauspiel y Residenztheater de Múnich)
- 1975 : George Bernard Shaw: Der Arzt am Scheideweg, dirección de Rudolf Noelte (Teatro de Cámara de Múnich)
- 1977 : Sófocles: Ödipus, dirección de Ernst Wendt (Teatro de Cámara de Múnich)
- 1978 : Eugène Ionesco: Der Mann mit den Koffern, dirección de Peter Lotschak (Teatro de Cámara de Múnich)
- 1980 : William Shakespeare: Hamlet, dirección de Ernst Wendt (Teatro de Cámara de Múnich)
- 1981 : Antón Chéjov: Platonov, dirección de Thomas Langhoff (Teatro de Cámara de Múnich)
- 1981 : Hans Henny Jahnn: Medea, dirección de Ernst Wendt (Teatro de Cámara de Múnich)
- 1982 : Seán O’Casey: Freudenfeuer für den Bischof, dirección de Thomas Langhoff (Teatro de Cámara de Múnich)
- 1983 : Martin Walser: In Goethes Hand, dirección de Karl Fruchtmann (Akademietheater de Viena)
- 1985 : Ernst-Jürgen Dreyer: Die goldene Brücke, dirección de Harald Clemen (Teatro de Cámara de Múnich)
- 1987 : Ödön von Horváth: Glaube Liebe Hoffnung, dirección de Manfred Karge (Akademietheater de Viena)
- 1988 : Bertolt Brecht: Im Dickicht der Städte, dirección de Hans-Joachim Ruckhäberle (Teatro de Cámara de Múnich y Werkraumtheater)
- 1988 : Heinrich Böll: Frauen vor Flußlandschaft, dirección de Volker Schlöndorff (Teatro de Cámara de Múnich)
- 1989 : Peter Turrini: Die Minderleister, dirección de Anselm Weber (Teatro de Cámara de Múnich y Werkraumtheater)
- 1990 : Samuel Beckett: Los días felices, dirección de Dieter Dorn (Teatro de Cámara de Múnich)
- 1990 : John Millington Synge: The Playboy of the Western World, dirección de Helmut Griem (Teatro de Cámara de Múnich)
- 1991 : Botho Strauss: Schlusschor, dirección de Dieter Dorn (Teatro de Cámara de Múnich)
- 1991 : Molière: Don Juan, dirección de Hans-Joachim Ruckhäberle (Teatro de Cámara de Múnich)
- 1991 : Ulla Berkéwicz: Nur wir, dirección de Urs Toller (Teatro de Cámara de Múnich)
- 1992 : William Shakespeare: Mucho ruido y pocas nueces, dirección de Christian Stückl (Teatro de Cámara de Múnich)
- 1993 : Beth Henley: Debütantinnenball, dirección de Jens-Daniel Herzog (Teatro de Cámara de Múnich)
- 1993 : Herbert Achternbusch: Der Stiefel und sein Socken, dirección de Herbert Achternbusch (Teatro de Cámara de Múnich)
- 1993 : Mattias Braun: Die Perser nach Aischylos, dirección de Dieter Dorn (Teatro de Cámara de Múnich)
- 1995 : Harold Pinter: The Caretaker, dirección de Gerd Böckmann (Teatro de Cámara de Múnich)
- 1996 : Roland Schimmelpfennig: Keine Arbeit für die junge Frau im Frühlingskleid, dirección de Peer Boysen (Teatro de Cámara de Múnich y Werkraumtheater)
- 1997 : Vladímir Sorokin: Pelmeni, dirección de Peter Wittenberg (Teatro de Cámara de Múnich y Werkraumtheater)
- 2000 : Thomas Bernhard: Der Weltverbesserer, dirección de Antoine Uitdehaag (Teatro de Cámara de Múnich)
- 2001 : Peter Handke: Das Spiel vom Fragen oder Die Reise zum sonoren Land, dirección de Elmar Goerden (Bayerisches Staatsschauspiel y Residenztheater de Múnich)
- 2003 : Gotthold Ephraim Lessing: Nathan el Sabio, dirección de Elmar Goerden (Bayerisches Staatsschauspiel y Residenztheater de Múnich)
- 2005 : Molière: El enfermo imaginario, dirección de Thomas Langhoff (Bayerisches Staatsschauspiel y Residenztheater de Múnich)
- 2006 : George Bernard Shaw: Androklus und der Löwe, dirección de Dieter Dorn (Bayerisches Staatsschauspiel)

### Director
- 1953 : Konstantin Issajew/Alexander Galitsch: Fernamt …Bitte melden (Deutsches Theater de Berlín y Kammerspiele)
- 1953 : Gabriela Zapolska: Die Moral der Frau Dulski, dirección junto a Horst Schönemann (Deutsches Theater Berlin)
- 1957 : Jean Giraudoux: Amphytrion  (Deutsches Theater Berlin)
- 1958 : Eduardo de Filippo: Weh‘ dem, der träumt, actor ydirector (Deutsches Theater Berlin y Kammerspiele)
- 1967 : Julius Hay: Haben (Bayerisches Staatsschauspiel y Residenztheater)

## Radio
- 1954 : Wladimir Poljakow: Liebe, Medizin und eine kleine Wohnung, dirección de Richard Hilgert (Rundfunk der DDR)
- 1955 : A. G. Petermann: Die Premiere fällt aus, dirección de Herwart Grosse (Rundfunk der DDR)
- 1956 : Béla Balázs: Wolfgang Amadeus Mozart, dirección de Joachim Witte (Rundfunk der DDR)
- 1956 : Rolf Schneider: Das Gefängnis von Pont L’Eveque, dirección de Helmut Hellstorff (Rundfunk der DDR)
- 1958 : Peter Erka: Autos machen Leute, dirección de Werner Wieland (Rundfunk der DDR)
- 1959 : Friedrich Wolf: Die Weihnachtsgans Auguste, dirección de Ingeborg Milster (Rundfunk der DDR)
- 1959 : Joachim Goll: Die Dienstreise, dirección de Werner Grunow (Rundfunk der DDR)
- 1998 : Pierre Bourgeade: Der Pass, dirección de Joachim Staritz (Mitteldeutscher Rundfunk)
- 1999 : Joseph Roth: Hiob, dirección de Robert Matejka (MDR)